# Никонова, Татьяна Николаевна
Татья́на Никола́евна Ни́конова (4 февраля 1978 года, Печора, Коми АССР — 12 мая 2021 года, Москва, Россия) — российская журналистка, активистка, блогер, одна из первых открытых секс-просветительниц в стране, с 2001 года выступающая за половое равенство и сексуальное просвещение подростков. С 2012 года вела блог Sam Jones’s Diary (позже — Nikonova.online) о сексе, гендере и феминизме. Российское новостное интернет-издание Lenta.ru в 2019 году отметило Никонову в числе представительниц российского интерсекционального феминизма.

## Биография и деятельность

### Становление
Татьяна Никонова родилась в Печоре, выросла в Ухте. Отец — Николай Иванович Никонов — заслуженный геолог России, заместитель директора Тимано-Печёрского научно-исследовательского центра (ТП НИЦ), мать — воспитательница детского сада. Она была старшей из троих детей.
В начале 2000-х Никонова получила известность на блог-платформе «Живой журнал» под псевдонимом Лилу (ник lee_loo, после — kbke и nekbke). Несколько лет она модерировала крупные ЖЖ-сообщества, в том числе популярное Girls_only. В 2009 году пользователи кириллического сегмента ЖЖ выбрали её на год в качестве своего представителя в глобальный Наблюдательный совет LiveJournal (она получила 1344 голосов при 300 необходимых), в чьи обязанности входит лоббирование пользовательских предложений по улучшению платформы.
С 2001 года Никонова занималась созданием интернет-проектов, среди них портал о здоровом образе жизни takzdorovo.ru компании «Ашманов и партнёры», созданный для Министерства здравоохранения и социального развития РФ (проект получил Премию Рунета-2010 в номинации «Здоровье и отдых»). В разное время работала в компаниях Sup Media (компания купила LiveJournal, после трансформировалась в Rambler Group), Digital October и РБК. Основала один из первых в России онлайн-журнал о знаменитостях Spletnik.ru. В 2007 году Никонова продала журнал основательнице музея современного искусства «Гараж» Дарье Жуковой и дочери Валентина Юмашева Полине, но ещё год оставалась в качестве главного редактора, после чего перешла в издательский дом бизнесмена Олега Дерипаски Forward Media Group на должность редакционного директора интернет-департамента. Spletnik.ru на 2021 год входит в медиахолдинг Redefine (бывший Look At Media), который объединяет также издания The Village и Wonderzine. В 2012 году ненадолго возглавила редакцию портала Культура.рф Минкульта России.

### Фем-активизм и секспросвет
«Уверена, что феминизм должен стать политическим движением <...>. Но в текущей ситуации это тянет на оппозиционную деятельность, потому что актуальная феминистская российская повестка это: возвращение калечения женских гениталий в Дагестан и другие проблемы на Северном Кавказе, зашкаливающий уровень насилия и сексуальных домогательств в отношении женщин, более низкие зарплаты у женщин, чем у мужчин, отказ вывести семейное насилие в отдельную категорию и декриминализация мелких случаев насилия, попытки вывести аборты из ОМС, фактический запрет на сексуальное образование для детей и подростков, статья за пропаганду гомосексуализма, специфические проблемы женщин-мигранток, особенно касающиеся их здоровья и безопасности и их детей, сложности матерей-одиночек, сексизм в медиа, патриархализация общества как государственная программа, коррупция как способ прикрывать проституцию и так далее»
В 2012 году Татьяна Никонова запустила персональный блог Sam Jones’s Diary (позднее переименованный в Nikonova.online), посвящённый сексу, в том числе обзорам интимных игрушек, гендеру и феминизму, где она давала ссылки на научные исследования, отвечала на вопросы читателей и делилась собственным опытом. На момент смерти Татьяны Никоновой на её Telegram-аккаунт были подписаны 25 тысяч человек и более 250 тысяч подписчиков в социальной сети Instagram. Никонова называла себя феминитивом «блогиня» и описывала — «феминистка и гедонистка». В качестве журналистки, колумнистки или эксперта она сотрудничала с рядом изданий, например, GQ, Афиша Daily, The Village и Wonderzine. У Никоновой был самый высокий рейтинг в разделе «Секс» сервиса вопросов Яндекс. Кью (бывший The Question).
Татьяна Никонова одна из первых в русскоязычном медиапространстве присоединилась к флешмобу #Янебоюсьсказать, рассказав публично о своём опыте сексуального насилия и харассмента. В 2018 году Никонова увидела социальную кампанию поставщика финансовых услуг из Южной Африки PPS for Professionals, обыгрывающую мизогинные стереотипы, и адаптировала её для своих подписчиков в виде поста о сексистских стереотипах на работе, запустив таким образом флешмоб под тегами #местоженщинывезде и #профессионалки.
В том же году Никонова поделилась юношеским опытом бездомности, поддержав проект благотворительной организации «Ночлежка». Она призналась, что этот опыт стал настолько травмирующим, что даже спустя много лет ей диагностировали затяжную депрессию. Ежегодно в свой день рождения, совпадающий со Всемирным днём борьбы против рака, Татьяна Никонова устраивала благотворительную вечеринку, предлагая гостям вместо подарка сделать пожертвование в фонд помощи страдающим от онкологических заболеваний «АдВита». Помимо этих организаций, Никонова и её подруги-активистки регулярно поддерживали центр помощи жертв сексуального насилия «Сёстры», перечисляя им прибыль от их благотворительного магазина Hey Grrl Shop.
Никонова занималась просветительской деятельностью и регулярно участвовала в фестивалях (Sexprosvet 18+ и FemFest в Москве, СимплСекс18+ в Екатеринбурге) и круглых столах, например, посвящённых изменению норм согласия в сексе (организатор — Русская служба Би-би-си), гендеру и равноправию (Esquire), разговору с подростками о здоровье и сексуальных отношениях (ЮНЕСКО). Никонова несколько раз участвовала в передаче «Депутатская прикосновенность» на радио «Комсомольская правда», где вела публичные дебаты с ультраконсервативным депутатом Виталием Милоновым, дискутировала о феминизме и сексуальном просвещении с протоиереем Дмитрием Смирновым. Никонова говорила об участии в неприятных сексистских передачах: «…мы должны говорить, иначе будет слышно только их», а основной задачей этих диалогов была трансляция слушателям феминистических и гуманистических ценностей, а не переубеждение оппонента.
Неоднократно Татьяна Никонова оказывалась в центре резонанса из-за своих взглядов. Так, резидент Comedy Club Павел Воля в одном из своих выступлений попытался высмеять феминизм и Никонову лично, медиасообщество и журналисты стали на сторону Татьяны и поддержали её ироничный ответ.

### Учебник полового воспитания
В 2017 году Никонова запустила краудфандинговую кампанию на Planeta.ru, чтобы собрать 1,2 млн рублей на создание бесплатного учебника по половому воспитанию «Наука секса для подростков», рассчитанного для аудитории 13—16 лет. Издать книгу должна «Альпина нон-фикшн». Это решение стало реакцией на массово введённый в школах образовательный курс «Нравственные основы семейной жизни» и статью 6.21 КоАП РФ, запрещающую половое воспитание.
Заявленные главные темы учебника: «обеспечение сексуальной и репродуктивной безопасности, обучение принципам согласия, понимание, каким образом функционирует человеческое тело, и развитие навыков коммуникации». Иллюстрировать работы должна была фем-активистка и художница Ника Водвуд. Татьяна Никонова отвечала на вопросы журналистов, что «это будет толстый сборник достоверной, проверенной специалистами и полезной информации для самостоятельного чтения и обсуждения с родителями».
За несколько дней было собрано 600 тысяч рублей, а необходимые 1,2 млн набралась за полторы недели. Никонова планировала закончить работу за год, для чего уволилась с работы и занималась только писательством и своим блогом. В 2020 году Татьяна Никонова публично призналась, что биполярное расстройство, выявленное у неё незадолго до того, не позволяет полноценно сконцентрироваться на работе, поэтому сроки выхода сдвигаются. На момент её смерти книга проходила редактуру. После смерти Никоновой велись переговоры о посмертном издании книги, но в феврале 2022 года стало известно, что книга издана не будет.
В 2020-м Никонова помогала корреспондентке «Таких дел» Марии Бобылёвой работать над разделом «Секс» в её проекте и одноимённой книге про корректную лексику «Мы так не говорим».

### Смерть
В начале мая 2021 года Никонову госпитализировали с признаками неизвестной инфекции. В больнице у неё обнаружили геморрагическую лихорадку, её состояние осложнялось недавно выявленным сахарным диабетом. После нескольких дней стационара Никоновой резко стало хуже, 12 мая она умерла во 2-й инфекционной клинической больнице Москвы.

## Взгляды и убеждения
Моя жизненная задача в основной работе и активистской деятельности — дать людям больше информации, чтобы они лучше понимали происходящее внутри себя и снаружи, могли видеть ситуацию с разных сторон, осознанно решать, как для них лично правильнее поступить, а ещё в процессе развлечься.Татьяна Никонова
Никонова вела собственный блог, писала просветительские статьи и готовила лекции, в том числе для конференции TEDx. Она публично делилась своим жизненным опытом (например, о принятии себя и бодипозитиве, жизни с биполярным расстройством, суицидальных мыслях, расстройстве пищевого поведения), выступала за сексуальное просвещение подростков в России, за безопасность женщин и профилактику ВИЧ-инфекций, поднимала тему профилактики домашнего и гендерного насилия, поддерживала сообщество ЛГБТК-людей, выступала против гендерных стереотипов в жизни и рекламе, за отмену списка запрещённых для женщин профессий, за декретный отпуск у мужчин. Обращала внимание на неоплачиваемый рабочий день женщин и многое другое.

## Награды и признание
- 2003—2008 год — Премия Паркера
- 2019 год — «Лучший блогер» по версии «Леди Mail.ru» в номинации «Социально значимый блог» и «Выбор редакции Леди»[54]
- 2020 год — «Лучший блогер» по версии «Леди Mail.ru» в номинации «Помощь женщинам»[55]

## Личная жизнь и увлечения
Никонова была замужем и развелась.
В 2000-х завела своим морским свинкам Пинки и Котлете прямой эфир на Rutube. В 2013 году она взяла в волонтёрском сообществе таксу-отказника, которого назвала Лукасом в честь Шарлотты Лукас из «Гордости и предубеждения».